# Atalanta Bergamasca Calcio 1948-1949
Questa pagina raccoglie i dati riguardanti l'Atalanta Bergamasca Calcio nelle competizioni ufficiali della stagione 1948-1949.

## Stagione
C'è molto entusiasmo a Bergamo dopo l'ottima stagione precedente. L'allenatore Fiorentini propone il "sistema" come modo di giocare sostituendo ormai l'antico "metodo". La società opta per il risanamento del bilancio (che a fine campionato 1947-48 contava 40 milioni di debiti). Per migliorare la situazione fu adottata una campagna acquisti al risparmio: Manente venne ceduto alla Juventus per Dalmonte e soldi, con la Lazio ci fu lo scambio Todeschini a Roma e Cecconi a Bergamo. Vittorio Schiavi dopo 14 stagioni con la maglia nerazzurra passa al Brescia mentre Salvi va al Palazzolo in Serie C.

L'inizio sembra buono, già alla seconda giornata viene battuto il Grande Torino al Comunale. Ma a lungo andare si fa sentire il cambio di gioco imposto dall'allenatore, che non fu ben assimilato dai suoi giocatori. A inizio 1949 la squadra si trova ultima in classifica, portando a non poche polemiche all'interno dell'ambiente nerazzurro. Venne acquistato Bertil Nordahl, fratello di Gunnar (giocatore del Milan) per dare manforte a una squadra in totale difficoltà.
Il 6 marzo, l'allenatore Fiorentini dà le dimissioni, non sentendosi più la fiducia del gruppo. Al suo posto venne promosso provvisoriamente il terzino Alberto Citterio che guida la squadra nella partita contro il Bologna (1-1). La settimana seguente viene ufficializzato Carlo Carcano. Il nuovo allenatore si affida ai giovani, facendo esordire Antonio Caprioli e Giancarlo Cadè. I risultati incominciano a venire.
La salvezza arriva all'ultima giornata di campionato, vincendo lo scontro diretto a Livorno, condannando la squadra amaranto alla retrocessione.
Il 17 giugno 1949 la squadra ragazzi guidata da Giuseppe Ciatto regala all'Atalanta il primo scudetto a livello giovanile vincendo la finale contro la Lazio. In quella squadra ci sono giocatori come Battista Rota e Livio Roncoli che qualche anno più tardi saranno protagonisti in prima squadra.

## Organigramma societario
Area direttiva
- Presidente: Daniele Turani

Area tecnica
- Allenatore: Ivo Fiorentini (fino al 6/03/49) poi Alberto Citterio (fino al 13/03/49) e infine Carlo Carcano

Area sanitaria
- Massaggiatore: Leone Sala

## Rosa
| N. |                   | Ruolo | Calciatore       |
| -- | ----------------- | ----- | ---------------- |
|    | Italia (bandiera) | P     | Giuseppe Casari  |
|    | Italia (bandiera) | P     | Piero Persico    |
|    | Italia (bandiera) | D     | Alberto Citterio |
|    | Italia (bandiera) | D     | Antonio Dalmonte |
|    | Svezia (bandiera) | D     | Bertil Nordahl   |
|    | Italia (bandiera) | D     | Carlo Piccardi   |
|    | Italia (bandiera) | C     | Luigi Bertoli    |
|    | Italia (bandiera) | C     | Giancarlo Cadè   |
|    | Italia (bandiera) | C     | Flavio Cecconi   |
|    | Italia (bandiera) | C     | Severo Cominelli |
|    | Italia (bandiera) | C     | Onofrio Fusco    |
|    | Italia (bandiera) | C     | Bruno Gremese    |

| N. |                           | Ruolo | Calciatore        |
| -- | ------------------------- | ----- | ----------------- |
|    | Italia (bandiera)         | C     | Giacomo Mari      |
|    | Italia (bandiera)         | C     | Sandro Medolago   |
|    | Italia (bandiera)         | C     | Renato Miglioli   |
|    | Italia (bandiera)         | C     | Gianfranco Papini |
|    | Italia (bandiera)         | C     | Francesco Randon  |
|    | Italia (bandiera)         | A     | Mario Astorri     |
|    | Italia (bandiera)         | A     | Onorio Busnelli   |
|    | Italia (bandiera)         | A     | Antonio Caprioli  |
|    | Italia (bandiera)         | A     | Edmondo Fabbri    |
|    | Cecoslovacchia (bandiera) | A     | Július Korostelev |
|    | Italia (bandiera)         | A     | Valeriano Ottino  |
|    | Italia (bandiera)         | A     | Tullio Zuppet     |

## Calciomercato
| Acquisti | Acquisti         | Acquisti       | Acquisti            |
| R.       | Nome             | da             | Modalità            |
| -------- | ---------------- | -------------- | ------------------- |
| P        | Piero Persico    | Sebinia Lovere | definitivo          |
| D        | Antonio Dalmonte | Juventus       | definitivo          |
| D        | Bertil Nordahl   | Degerfors      | definitivo (a gen.) |
| D        | Carlo Piccardi   | Milan          | definitivo          |
| C        | Flavio Cecconi   | Lazio          | definitivo          |
| C        | Onofrio Fusco    | Roma           | definitivo          |
| C        | Bruno Gremese    | Udinese        | definitivo          |
| A        | Valeriano Ottino | Venezia        | definitivo          |

| Cessioni | Cessioni         | Cessioni          | Cessioni   |
| R.       | Nome             | a                 | Modalità   |
| -------- | ---------------- | ----------------- | ---------- |
| P        | Pietro Mosca     | Pistoiese         | definitivo |
| D        | Sergio Manente   | Juventus          | definitivo |
| C        | Vittorio Schiavi | Brescia           | definitivo |
| C        | Paolo Tabanelli  | Baracca Lugo      | definitivo |
| C        | Paolo Todeschini | Lazio             | definitivo |
| A        | Andrea Cagnoni   | Crema             | definitivo |
| A        | Arnaldo Salvi    | Pro Palazzolo     | definitivo |
| A        | Sergio Scudeler  | Marzotto Valdagno | definitivo |

## Risultati

### Serie A

#### Girone di andata
| Arbitro: | Massai (Pisa) |

|                        |           |  |
| Mainardi 35’ Piola 69’ | Marcatori |  |

| Arbitro: | Bernardi (Bologna) |

|                           |           |                       |
| Miglioli 6’, 74’ Mari 73’ | Marcatori | 1’ Grezar 19’ Mazzola |

| Arbitro: | Poggipollini (Ferrara) |

|                                         |           |  |
| Guðmundsson 11’ Degano 34’ Antonini 42’ | Marcatori |  |

| Arbitro: | Dattilo (Roma) |

|                         |           |  |
| Zuppet 73’ Miglioli 88’ | Marcatori |  |

| Arbitro: | Pera (Firenze) |

|                           |           |                                        |
| Korostelev 6’ Cecconi 14’ | Marcatori | 16’, 21’, 85’ Boniperti 79’ Muccinelli |

| Arbitro: | Boffardi (Genova) |

|            |           |             |
| Alzani 48’ | Marcatori | 11’ Cecconi |

| Arbitro: | Scotto (Savona) |

|  |           |               |
|  | Marcatori | 48’ Cavigioli |

| Arbitro: | Valsecchi (Milano) |

|                                    |           |  |
| Quadri 32’ Grillone 37’ Adcock 58’ | Marcatori |  |

| Arbitro: | Corallo (Lecce) |

|           |           |          |
| Gritti 9’ | Marcatori | 87’ Mari |

| Arbitro: | Cappucci (Roma) |

|  |           |              |
|  | Marcatori | 89’ Tosolini |

| Arbitro: | Zilli (Reggio Emilia) |

|                  |           |  |
| Verdeal 60’, 75’ | Marcatori |  |

| Arbitro: | Canavesio (Torino) |

|                             |           |                     |
| Miglioli 23’ Korostelev 69’ | Marcatori | 80’ Pavesi De Marco |

| Arbitro: | Orlandini (Roma) |

|                            |           |  |
| Marchetti 17’ Sperotto 20’ | Marcatori |  |

| Arbitro: | Zambotto (Padova) |

|  |           |            |
|  | Marcatori | 75’ Randon |

| Arbitro: | Pera (Firenze) |

|             |           |                      |
| Gremese 49’ | Marcatori | 26’ Lerici 34’ Nyers |

| Arbitro: | Gamba (Napoli) |

|                       |           |                                                        |
| Korostelev 53’ (rig.) | Marcatori | 29’ Curti 47’, 81’ Bassetto 54’ Baldini 78’ Rebuzzi II |

| Arbitro: | Savio (Torino) |

|  |           |                   |
|  | Marcatori | 13’, 25’ Canonico |

| Arbitro: | Poggipollini (Ferrara) |

|                 |           |  |
| Tontodonati 14’ | Marcatori |  |

| Arbitro: | Zambotto (Padova) |

|                                                         |           |                                  |
| Busnelli 53’ Korostelev 69’ Piram 79’ (aut.) Fabbri 86’ | Marcatori | 74’ Cassani 88’ (rig.) Stradella |

#### Girone di ritorno
| Arbitro: | Cappucci (Roma) |

|                            |           |           |
| Fabbri 1’ Astorri 40’, 53’ | Marcatori | 73’ Piola |

| Arbitro: | Maurelli (Roma) |

|                             |           |  |
| Bongiorni 44’ Rigamonti 75’ | Marcatori |  |

| Arbitro: | Bernardi (Bologna) |

|             |           |                 |
| Astorri 42’ | Marcatori | 86’ Carapellese |

| Arbitro: | Silvano (Torino) |

|                               |           |  |
| Sentimenti V 5’ Menegotti 67’ | Marcatori |  |

| Arbitro: | Tassini (Verona) |

|                  |           |  |
| Hansen 2’ (rig.) | Marcatori |  |

| Arbitro: | Zambotto (Padova) |

|              |           |                |
| Piccardi 22’ | Marcatori | 20’ Puccinelli |

| Como 20 febbraio 1949, ore ? 26ª giornata | Pro Patria        | 0 – 0 | Atalanta | Stadio Giuseppe Sinigaglia\| Arbitro: \| Boffardi (Genova) \| |
| Arbitro:                                  | Boffardi (Genova) |       |          |                                                               |

| Arbitro: | Orlandini (Roma) |

|  |           |                |
|  | Marcatori | 29’ Checchetti |

| Arbitro: | Savio (Torino) |

|             |           |          |
| Busnelli 2’ | Marcatori | 1’ Taiti |

| Arbitro: | Galeati (Bologna) |

|              |           |              |
| Rossetti 37’ | Marcatori | 67’ Caprioli |

| Bergamo 3 aprile 1949, ore ? 30ª giornata | Atalanta        | 0 – 0 | Genoa | Stadio Comunale\| Arbitro: \| Bellè (Venezia) \| |
| Arbitro:                                  | Bellè (Venezia) |       |       |                                                  |

| Arbitro: | Canavesio (Torino) |

|                     |           |                    |
| Pavesi De Marco 12’ | Marcatori | 7’ Fabbri 13’ Mari |

| Arbitro: | Tassini (Verona) |

|                            |           |             |
| Magli 8’ (aut.) Fabbri 32’ | Marcatori | 60’ Galassi |

| Arbitro: | Silvano (Torino) |

|                                                  |           |                            |
| Lorenzo 30’ Prunecchi 42’ Gei 48’ Rebuzzi II 49’ | Marcatori | 61’ Miglioli 70’ Cominelli |

| Arbitro: | Dattilo (Roma) |

|                            |           |                     |
| Fabbri 37’ Mari 59’ (rig.) | Marcatori | 48’ Toth 67’ Merlin |

| Arbitro: | Galeati (Bologna) |

|                                        |           |  |
| Lorenzi 35’ Amadei 77’, 88’ Armano 80’ | Marcatori |  |

| Arbitro: | Massai (Pisa) |

|  |           |                        |
|  | Marcatori | 12’ Fabbri 87’ Astorri |

| Arbitro: | Bellè (Venezia) |

|                               |           |  |
| Cominelli 8’, 56’ Cecconi 74’ | Marcatori |  |

| Arbitro: | Dattilo (Roma) |

|  |           |                          |
|  | Marcatori | 15’ Miglioli 61’ Cecconi |

## Statistiche

### Statistiche di squadra
| Competizione | Punti | In casa | In casa | In casa | In casa | In casa | In casa | In trasferta | In trasferta | In trasferta | In trasferta | In trasferta | In trasferta | Totale | Totale | Totale | Totale | Totale | Totale | DR  |
| Competizione | Punti | G       | V       | N       | P       | Gf      | Gs      | G            | V            | N            | P            | Gf           | Gs           | G      | V      | N      | P      | Gf     | Gs     | DR  |
| ------------ | ----- | ------- | ------- | ------- | ------- | ------- | ------- | ------------ | ------------ | ------------ | ------------ | ------------ | ------------ | ------ | ------ | ------ | ------ | ------ | ------ | --- |
| Serie A      | 31    | 19      | 7       | 5       | 7       | 28      | 28      | 19           | 4            | 4            | 11           | 12           | 30           | 38     | 11     | 9      | 18     | 40     | 58     | -18 |

### Statistiche dei giocatori
| Giocatore     | Serie A  | Serie A |
| Giocatore     | Presenze | Reti    |
| ------------- | -------- | ------- |
| M. Astorri    | 22       | 4       |
| L. Bertoli    | 7        | 0       |
| O. Busnelli   | 21       | 2       |
| G.C. Cadè     | 3        | 0       |
| A. Caprioli   | 5        | 1       |
| G. Casari     | 36       | -51     |
| F. Cecconi    | 19       | 4       |
| A. Citterio   | 15       | 0       |
| S. Cominelli  | 24       | 3       |
| A. Dalmonte   | 36       | 0       |
| E. Fabbri     | 23       | 6       |
| O. Fusco      | 8        | 0       |
| B. Gremese    | 34       | 1       |
| J. Korostelev | 18       | 4       |
| G. Mari       | 38       | 4       |
| S. Medolago   | 1        | 0       |
| R. Miglioli   | 33       | 6       |
| B. Nordahl    | 10       | 0       |
| V. Ottino     | 4        | 0       |
| G. Papini     | 5        | 0       |
| P. Persico    | 2        | -7      |
| C. Piccardi   | 21       | 1       |
| F. Randon     | 19       | 1       |
| T. Zuppet     | 14       | 1       |